# Macromia eurynome
Macromia eurynome là loài chuồn chuồn trong họ Macromiidae. Loài này được Lieftinck mô tả khoa học đầu tiên năm 1942.